# Dr. Mario World
Dr. Mario World (яп. ドクターマリオワールド) — мобильная игра жанра три в ряд, разработанная и выпущенная в 2019 м году компанией Nintendo в кооперации с Line Corporation и NHN Entertainment. Игра названа одним из самых неуспешных проектов Nintendo, показав маленькую прибыль.

## Игровой процесс

Пример игрового процесса

Игровой процесс схож с ранними играми серии Dr. Mario, где игроку необходимо уничтожать вирусы с экрана, используя пилюли такого же цвета. В Dr. Mario World, игрок помещает пилюлю на игровое поле и она начинает медленно подниматься вверх. Игрок может вращать её и перемещать по горизонтали, чтобы сопоставить цвета половинок пилюли с цветом вирусов как по горизонтали, так и по вертикали. Уровень считается пройденным, как только игрок уничтожит все вирусы на игровом поле.
Игрок мог запускать несколько пилюль одновременно, и даже протаскивать их через препятствия, если они поместятся в пространстве. В более поздних уровнях появляются дополнительные элементы, такие как защищённые вирусы и разрушаемые блоки, чтобы усложнить процесс уничтожения вирусов. На других уровнях также были дополнительные требования для прохождения, например, извлечение скрытых монет из блоков.
Заполняя «шкалу умения» (англ. skill meter), игроки могли активировать особую возможность один или два раза за уровень. Особые возможности отличаются в зависимости от выбранного игрового персонажа. Например, Доктор Марио способен удалить всю нижнюю строку на игровом экране, Доктор Йоши способен удалить три случайных объекта на игровом поле, а Доктор Пич может зачистить за раз целую колонку игрового поля. Игрок также мог покупать различные улучшения за настоящие деньги через микротранзакции, чтобы мгновенно заполнять шкалу умения или активировать прочие способности. На момент запуска игры было доступно 10 различных игровых персонажей. Персонажем по-умолчанию выступает Доктор Марио. После прохождения первых пяти уровней, игроку предоставляется возможность выбрать, либо продолжать играть за Доктора Марио, либо играть за Доктора Пич или Доктора Боузера. Также игроку предоставлялась возможность нанять персонажа-«ассистента», который даёт некоторое преимущество во время игры. Например, Поки гарантирует игроку 10%-й шанс получения дополнительных трёх секунд на уровнях с ограничением по времени, Купа добавляет по 50 бонусных очков за каждую неиспользованную капсулу после успешного прохождения уровня. Дополнительных персонажей и ассистентов можно получить случайным образом, используя монетки, заработанные во время игры, либо за премиальную валюту, бриллианты (англ. Diamonds), купленую за реальные деньги.
На подобие других мобильных игр жанра «три в ряд», например Candy Crush, игра монетизирована через таймеры, валюты, цифровые покупки. Например, на прохождение уровней, игрок тратит «сердца», запас которых восполняется со временем, либо покупаются за бриллианты. Игрок мог за монетки и бриллианты покупать новых персонажей, умения, улучшения, и бонусные пилюли. Также игроки получали монетки за выполнение ежедневных заданий. Наборы бриллиантов продавались за настоящие деньги через магазин приложений.
У игры была как однопользовательская кампания, так и многопользовательский режим «против», где игроки могли соревноваться между собой.
Для работы игры требуется постоянное Интернет-соединение.

## Разработка
Игра была выпущена для мобильных платформ Android и iOS на территориях 59 стран 9 июля 2019.

### Прекращение обслуживания
28 июля 2021 года, Nintendo объявила о том, что они полностью отключат игру 1 ноября того же года. В этот же день была полностью отключена возможность приобретать брилианты.
1 ноября 2021 в 2:00 по североамериканскому восточному времени, сервера игры были полностью отключены, и игра стала полностью неработоспособной. На следующий день, на официальном сайте игры была запущена веб-страница «Dr. Mario World Memories», на которой игроки могут посмотреть историю своих игровых успехов и делиться с ними.

## Доступность в России
За всё время существования, игра была недоступна в России, что вынуждало российских игроков загружать игру через сторонние ресурсы.

## Критика
| Сводный рейтинг    | Сводный рейтинг |
| Агрегатор          | Оценка          |
| ------------------ | --------------- |
| Metacritic         | 58/100          |
| Иноязычные издания |                 |
| Издание            | Оценка          |
| Destructoid        | 6/10            |
| Game Informer      | 8,75/10         |
| Jeuxvideo.com      | 15/20           |
| Nintendo Life      | [ 15 ]          |

По информации агрегатора Metacritic, игра получила «смешанные или средние» отзывы. Polygon указал на чувство отсутствия принуждения тратить настоящие деньги на внутриигровые покупки. Destructoid также раскритиковал модель монетизации, написав:

Жаль, что Nintendo ушла от микротранзакций после первой же оплошности, их первой, не меньшей на мобильном рынке.
Оригинальный текст (англ.)It's a shame Nintendo cut and ran with microtransactions after one misstep, their first, no less, in the mobile market.

Журнал Game Informer счёл игровой процесс захватывающим, даже несмотря на модель монетизации, написав в более позитивном ключе, присудив 8,75 из 10 баллов. Nintendo Life описал игру как «игра двух половин», высоко оценив многопользовательский контент и критикуя проблемы, присутствующие в однопользовательском режиме.
В первые три дня после запуска игры, Dr. Mario World была загружена больше двух миллионов раз и игроками было потрачено около 100 тысяч долларов.